# IBM System/36

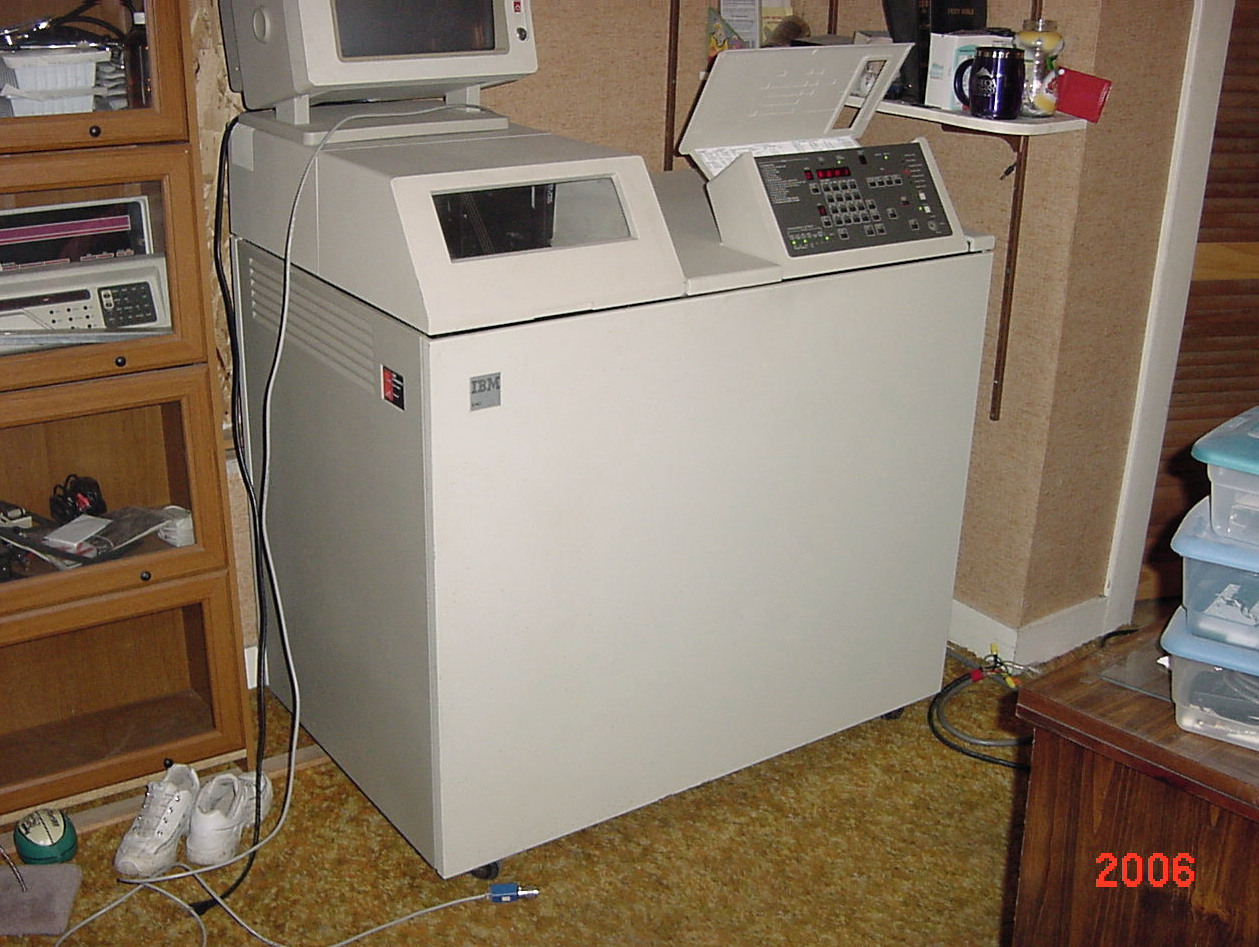
Unidad del sistema IBM 5360

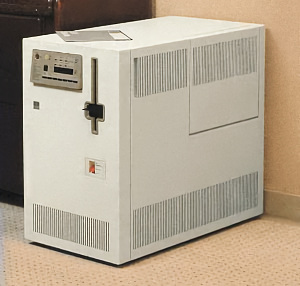
Unidad del sistema IBM 5362

El IBM System/36 (a menudo abreviado como S/36) fue una computadora de gama media multitarea y multiusuario, sucesor del System/34, comercializada por IBM de 1983 a 2000.
Al igual que el System/34 y el antiguo System/32, el System/36 se programó principalmente en el lenguaje RPG II. Una de las características opcionales de la máquina era un mecanismo de almacenamiento fuera de línea (en el modelo 5360) que utilizaba «cargadores»: cajas de disquetes de 8 pulgadas que la máquina podía cargar y expulsar de forma no secuencial. El System/36 también tenía muchas funciones de mainframe, como colas de trabajo programables y niveles de prioridad planificados.
Si bien estos sistemas eran similares a las minicomputadoras de otros fabricantes, la propia IBM describió al System/32, System/34 y System/36 como "sistemas pequeños" y más tarde como computadoras de gama media junto con el System/38 y las siguientes AS/400.
La serie AS/400 y IBM Power Systems que ejecutan IBM i pueden ejecutar código System/36 en el entorno System/36, aunque el código debe volver a compilarse primero en IBM i.

## Visión general del sistema IBM/36

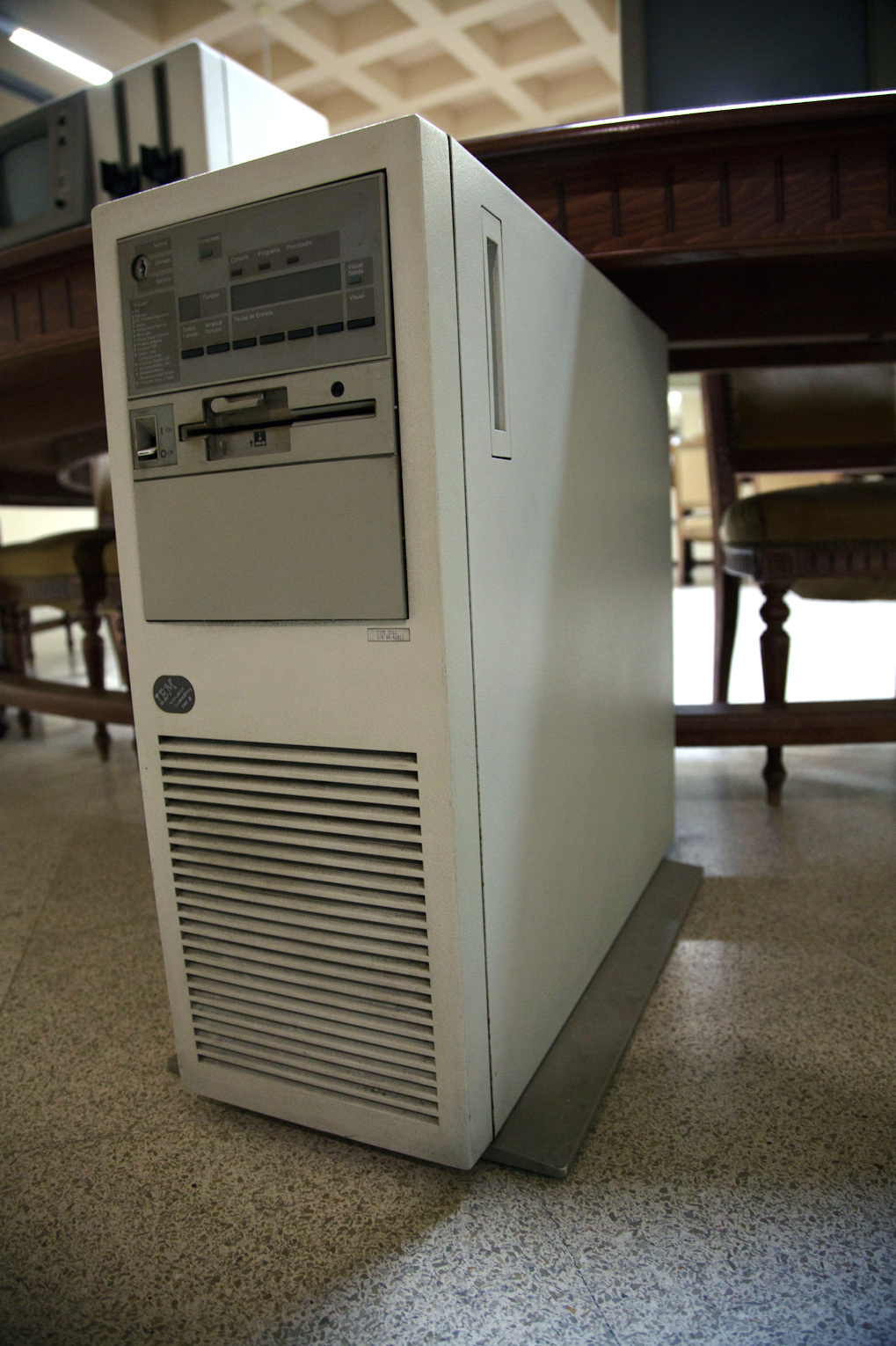
Último sistema 5363 con la marca AS

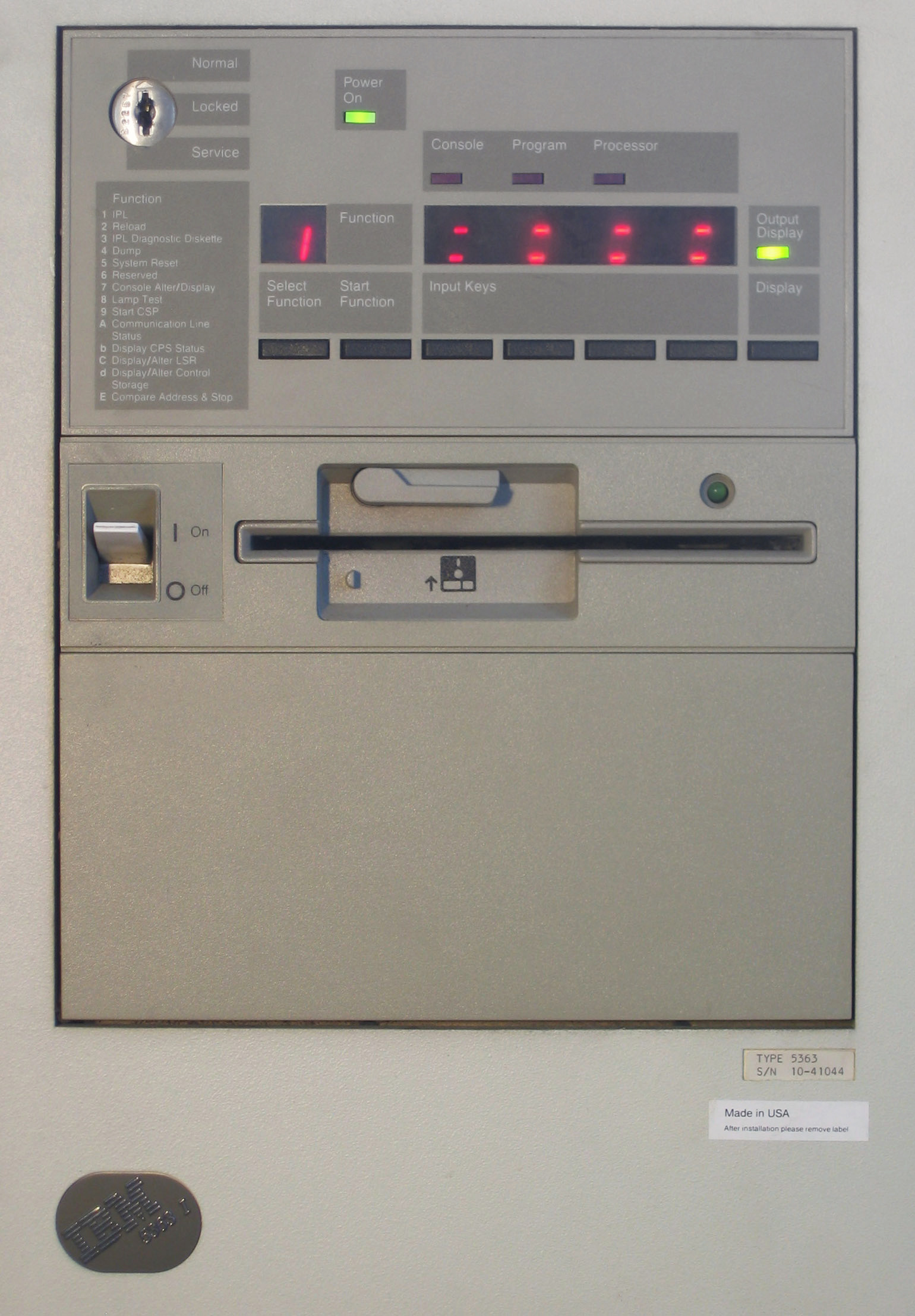
Frente de un 5363 antes de la IPL

El IBM System/36 era un popular sistema para pequeñas empresas, anunciado por primera vez el 16 de mayo de 1983, comenzando las entregas más tarde ese año. Tenía una vida útil del producto de 17 años. El primer modelo del System/36 fue el 5360.
En la década de 1970, el Departamento de Justicia de los Estados Unidos presentó una demanda por ley antimonopolio de los Estados Unidos contra IBM, alegando que estaba utilizando prácticas ilegales para noquear a los competidores. En ese momento, IBM había estado a punto de consolidar toda su línea (System/370, 4300, System/32, System/34, System/38) en una «familia» de computadoras con la misma tecnología de base de datos ISAM, lenguajes de programación y arquitectura de hardware. Después de que se presentó la demanda, IBM decidió que tendría dos familias: la línea System/38, destinada a grandes empresas y que representaba la dirección futura de IBM, y la línea System/36, destinada a pequeñas empresas que habían utilizado el System/32/34. A fines de la década de 1980, se desestimó la demanda e IBM decidió recombinar las dos líneas de productos, creando el AS/400, que reemplazó tanto al System/36 como al System/38.
El System/36 usó prácticamente el mismo RPG II, ayuda de diseño de pantalla, OCL y otras tecnologías que usó el System/34, aunque eran incompatibles a nivel de código objeto. El S/36 era una computadora para la pequeña empresa; tenía una disquetera de 8 pulgadas, entre uno y cuatro discos duros en tamaños de 30 a 716 MB, y memoria de 128K hasta 7MB. Las unidades de cinta estaban disponibles como dispositivos de copia de seguridad; el QIC 6157 (cartucho de un cuarto de pulgada) y el carrete a carrete 8809 tenían capacidades de aproximadamente 60 MB. La unidad de cinta Advanced/36 9402 tenía una capacidad de 2,5 GB. La serie IBM 5250 de terminales eran la interfaz principal del Sistema/36.

## Arquitectura del sistema

### Procesadores
Los S/36 tenían dos procesadores de dieciséis bits, el CSP o Procesador de almacenamiento de control y el MSP o Procesador de almacenamiento principal. El MSP fue el caballo de batalla; realizaba las instrucciones en los programas de computadora. El CSP era el gobernador; realizaba funciones del sistema en segundo plano. Los programas de utilidades especiales podían realizar llamadas directas al CSP para realizar ciertas funciones; estos solían ser programas de sistema como $CNFIG que se utilizaba para configurar el sistema informático. Al igual que con el hardware System/32 y System/34 anterior, la ejecución de las llamadas «instrucciones científicas» (es decir, operaciones de coma flotante) se implementó en el software del CSP.
El objetivo principal del CSP era mantener ocupado al MSP; como tal, funcionó a un poco más de 4 veces la velocidad del MSP. Los primeros modelos System/36 (el 5360-A) tenían un CSP de 4 MHz y un MSP de 1 MHz. El CSP cargaría el código y los datos en el almacenamiento principal «detrás» del contador del programa del MSP. Mientras el MSP trabajaba en un proceso, el CSP llenaba el almacenamiento para el «siguiente» proceso.
Los procesadores 5360 venían en cuatro modelos, etiquetados 5360-A a 5360-D. El último modelo «D» fue aproximadamente un 60 por ciento más rápido que el modelo «A».

### Panel frontal
Los procesadores 5360, 5362 y 5363 tenían una pantalla en el panel frontal con cuatro LED hexadecimales. Si el operador «marcaba» la combinación F-F-0-0 antes de realizar una carga del programa inicial (IPL o arranque del sistema), muchos diagnósticos se omitían, lo que provocaba que la duración de la IPL fuera de aproximadamente un minuto en lugar de aproximadamente 10 minutos. Por supuesto, parte de la IPL solía ser la clasificación de claves de los archivos indexados y si la máquina se había apagado sin una «clasificación de claves» (realizada como parte del P S (o DETENER EL SISTEMA), dependiendo de la cantidad de archivos indexados (y sus tamaños) podría tardar más de una hora en volver a iniciar.

### Memoria y disco
El S/36 más pequeño tenía 128K de RAM y un disco duro de 30 MB.
El S/36 configurado más grande podría admitir 7 MB de RAM y 1478 MB de espacio en disco. Este costaba más de US$200 000 (equivalente a $739 580 en 2023) a principios de la década de 1980. Los discos duros S/36 contenían una característica llamada «cilindro adicional», de modo que los puntos defectuosos del disco se detectaban y se asignaban dinámicamente a los puntos buenos del cilindro adicional. Por lo tanto, es posible que el S/36 utilice más espacio del que técnicamente puede ocupar. Los tamaños de las direcciones de disco limitan el tamaño de la partición S/36 activa a unos 2 GB; sin embargo, el paquete grande Advanced/36 tenía un disco duro de 4 GB que podía contener hasta tres S/36 (emulados), y las computadoras Advanced/36 tenían más memoria de la que el SSP podía manejar (32 MB a 96 MB), que se usaba para aumentar el almacenamiento en caché del disco .
El espacio en disco en System/36 estaba organizado por «bloques», con un bloque que constaba de 2560 bytes. Un sistema 5360 de gama alta se enviaría con aproximadamente 550 000 bloques de espacio en disco disponibles. Los objetos del sistema se podían asignar en bloques o registros, pero internamente siempre eran bloques.
El System/36 admite paginación de memoria, lo que se conoce como «intercambio».

### Software

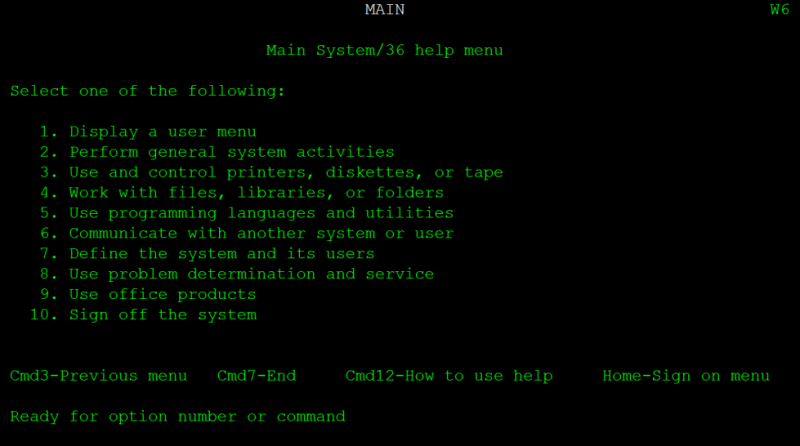
Menú principal del SSP System/36

El System Support Program (SSP, programa de soporte del sistema) fue el único sistema operativo del S/36. Contenía soporte para multiprogramación, múltiples procesadores, 80 dispositivos, colas de trabajo, colas de impresora, seguridad, soporte para archivo indexado, y completamente instalado, ocupaba unos 10 MB. En Advanced/36, la cantidad de estaciones de trabajo/impresoras aumentó a 160. En el entorno Guest/36 de ciertas versiones de OS/400, se admitieron hasta 216 dispositivos.
El S/36 podía compilar y ejecutar programas de hasta 64 kB de tamaño, aunque la mayoría no eran tan grandes. Esto se convirtió en un problema de cuello de botella solo para los programas de pantalla más grandes. Con Advanced/36, se agregaron funciones al sistema operativo SSP, incluida la capacidad de llamar a otros programas desde adentro. Entonces, un programa que pesaba 60 kB podría llamar a otro programa que pesaba 30 kB o 40 KB. Este call/parm había estado disponible con paquetes de terceros en System/36 pero no se usó ampliamente hasta que la característica se puso en 7.1 y 7.5 del SSP en Advanced/36.

## Hardware
| Lista de modelos serie System/36 | Lista de modelos serie System/36 | Lista de modelos serie System/36 | Lista de modelos serie System/36 | Lista de modelos serie System/36 | Lista de modelos serie System/36 | Lista de modelos serie System/36 | Lista de modelos serie System/36 | Lista de modelos serie System/36 | Lista de modelos serie System/36 | Lista de modelos serie System/36 | Lista de modelos serie System/36   | Lista de modelos serie System/36   | Lista de modelos serie System/36   | Lista de modelos serie System/36   | Lista de modelos serie System/36   | Lista de modelos serie System/36   | Lista de modelos serie System/36   | Lista de modelos serie System/36   | Lista de modelos serie System/36   | Lista de modelos serie System/36   |
| -------------------------------- | -------------------------------- | -------------------------------- | -------------------------------- | -------------------------------- | -------------------------------- | -------------------------------- | -------------------------------- | -------------------------------- | -------------------------------- | -------------------------------- | ---------------------------------- | ---------------------------------- | ---------------------------------- | ---------------------------------- | ---------------------------------- | ---------------------------------- | ---------------------------------- | ---------------------------------- | ---------------------------------- | ---------------------------------- |
|                                  |                                  |                                  | Linea principal                  | Linea principal                  | Linea principal                  | Linea principal                  | Linea principal                  | Linea principal                  | Linea principal                  |                                  | Compatible (basados en IBM AS/400) | Compatible (basados en IBM AS/400) | Compatible (basados en IBM AS/400) | Compatible (basados en IBM AS/400) | Compatible (basados en IBM AS/400) | Compatible (basados en IBM AS/400) | Compatible (basados en IBM AS/400) | Compatible (basados en IBM AS/400) | Compatible (basados en IBM AS/400) | Compatible (basados en IBM AS/400) |
| Posición                         | Factor de forma                  | 1984                             | 1985                             | 1986                             | 1987                             | 1988                             | 1989                             | 1990                             | 1991                             | 1992                             | 1993                               | 1994                               | 1995                               | 1996                               | 1997                               | 1998                               | 1999                               | 2000                               |                                    |                                    |
| Entada                           | escritorio                       |                                  | 5364                             | 5364                             |                                  |                                  |                                  |                                  |                                  |                                  |                                    |                                    |                                    |                                    |                                    |                                    |                                    |                                    |                                    |                                    |
| Entada                           | escritorio                       | 5363                             | 5363                             | 5363                             | 5363                             | AS/Entry (P03; 10S)              | AS/Entry (P03; 10S)              | AS/Entry (P03; 10S)              | AS/Entry (P03; 10S)              | AS/Entry (P03; 10S)              | AS/Entry (150)                     | AS/Entry (150)                     | AS/Entry (150)                     | AS/Entry (150)                     | AS/Entry (150)                     |                                    |                                    |                                    |                                    |                                    |
| Entada                           | «desk-side»                      | 5363                             | 5363                             | 5363                             | 5363                             | AS/Entry (P03; 10S)              | AS/Entry (P03; 10S)              | AS/Entry (P03; 10S)              | AS/Entry (P03; 10S)              | AS/Entry (P03; 10S)              | AS/Entry (150)                     | AS/Entry (150)                     | AS/Entry (150)                     | AS/Entry (150)                     | AS/Entry (150)                     | 5362                               | 5362                               | 5362                               |                                    |                                    |
| Entada                           | «desk-side»                      |                                  |                                  |                                  |                                  |                                  |                                  |                                  | Advanced/36 (236, 436)           | Advanced/36 (236, 436)           | Advanced/36 (170)                  | Advanced/36 (170)                  | Advanced/36 (170)                  | Advanced/36 (170)                  | Advanced/36 (170)                  | 5362                               | 5362                               | 5362                               |                                    |                                    |
| Tamaño completo                  | Tamaño completo                  | 5360                             | 5360                             | 5360                             | 5360                             | 5360                             | 5360                             | 5360                             |                                  |                                  |                                    |                                    |                                    |                                    |                                    |                                    |                                    |                                    |                                    |                                    |

### Línea principal

#### System/36 Modelo 5360
El System/36 5360 fue el primer modelo de System/36. Pesaba 320 kg, costaba US$140 000 (equivalente a $428 279 en 2023) y se cree que tenía velocidades de procesador de alrededor de 2MHz y 8MHz para sus dos procesadores. El sistema funcionaba con 208 o 240 voltios CA.
Las cinco luces rojas en el System/36 eran las siguientes:
1- Verificación de energía.
2- Comprobación del procesador.
3- Comprobación del programa.
4- Comprobación de la consola.
5- Control de temperatura.
Si alguna vez se encendía alguna luz que no fuera la N.º 4, era necesario reiniciar el sistema. La consola se puede restaurar si se apagó, pero las otras condiciones son irrecuperables.
Había varios modelos del 5360, incluido un modelo C y D que se ocupaba de la velocidad y la capacidad de admitir un chasis adicional para albergar dos unidades de disco adicionales.

#### System/36 Modelo 5362
IBM introdujo el 5362 o "Compact 36" en 1984 como un sistema dirigido al extremo inferior de su mercado. Tenía un factor de forma de torre de escritorio. Fue diseñado para operar en un ambiente de oficina normal, requiriendo pocas consideraciones especiales. Se diferenciaba del 5360 en que tenía una jaula de placas más limitada, con capacidad para menos periféricos. Utilizaba discos fijos de 14" (30 o 60 MB) y podía admitir hasta dos; el almacenamiento principal oscilaba entre 128 KB y 512 KB. Se incorporó una unidad de disquete de 8". El 5362 también permitía el uso de un escritorio externo conectado a un canal 9332-200, 400 y 600 DASD, lo que permite efectivamente un máximo de 720 MB.
El 5362 pesaba 700 kg y costaba US$20 000 (equivalente a $58 655 en 2023).

#### Sistema/36 Modelo 5364

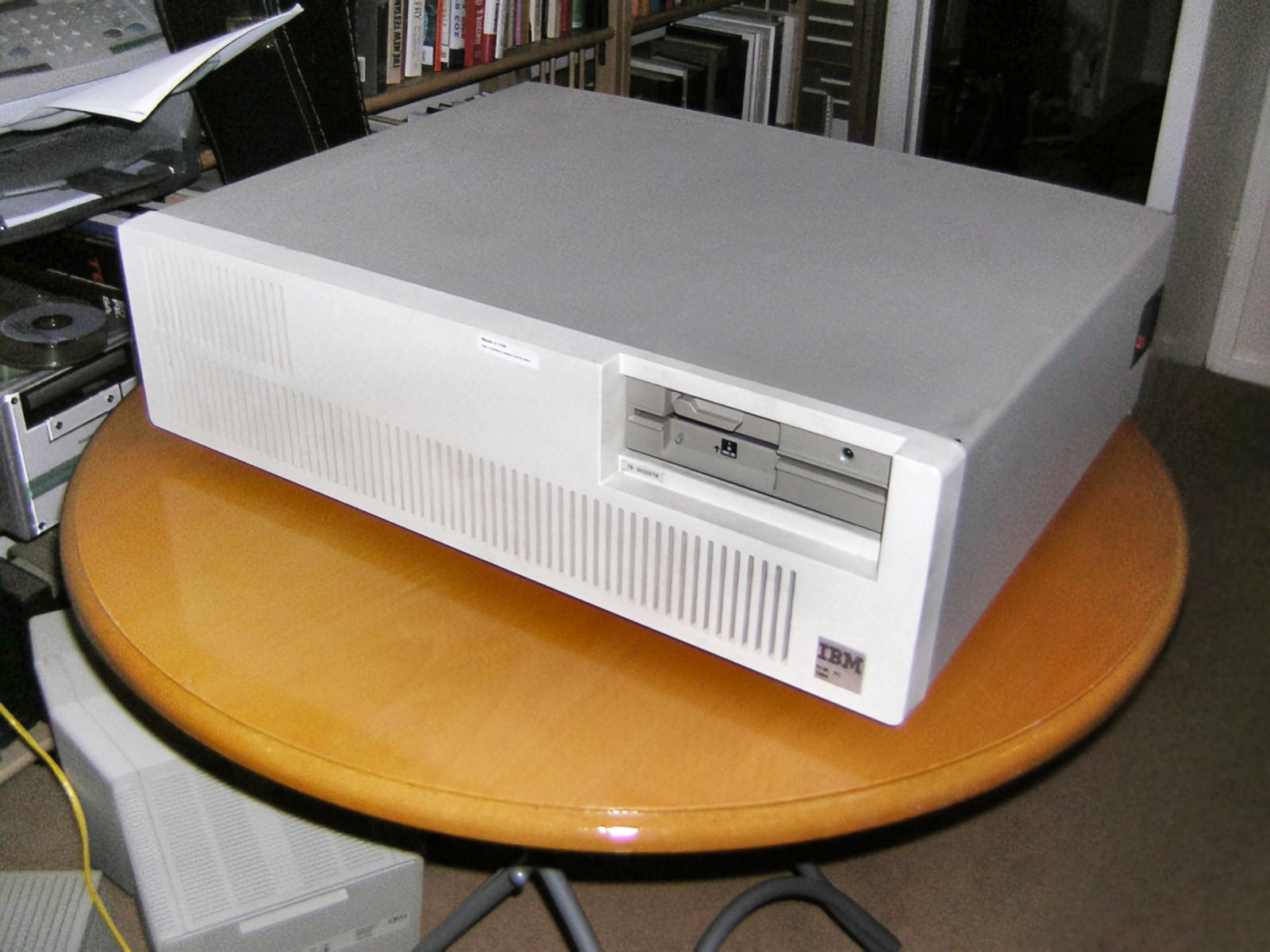
IBM 5364 System Unit

El modelo 5364 se denominó «System/36 PC» o «Desktop 36» (y también, informalmente, el «Baby/36» por algunos, pero este nombre se adjuntó más tarde a un programa de software producido por California Software Products, Inc.). El 5364 fue un intento de IBM en junio de 1985 de implementar un System/36 en hardware del tamaño de una PC. En el interior, había chips de IBM, pero el tamaño del gabinete recordaba a un IBM PC/AT de la época. La máquina tenía una unidad de disquete de 1,2 MB y 5,25 pulgadas, que era incompatible con las PC y con otros S/36. El panel de control/consola del sistema (conectado a través de una placa de expansión) era una IBM PC con al menos 256 KB de RAM.

#### System/36 Modelo 5363
El modelo 5363 se posicionó como reemplazo del 5364 y se anunció en octubre de 1987. Utilizaba una carcasa estilo torre junto al escritorio como la del 5362, pero solo tenía 2/3 del tamaño. Presentaba hardware actualizado con discos duros más nuevos y pequeños, una unidad de disquete de 5 1/4" y una distribución revisada del SSP.

### Backports basados en AS/400
El Entorno System/36 de IBM i (anteriormente OS/400) es una función que proporciona una serie de utilidades SSP, así como compatibilidad con RPG II y OCL. No implementa la compatibilidad binaria con System/36; en cambio, permite a los programadores portar aplicaciones System/36 a IBM i recompilando el código sobre el entorno System/36, generando programas que utilizan las API nativas de IBM i.
De V3R6 a V4R4, OS/400 era capaz de ejecutar hasta tres instancias de SSP dentro de máquinas virtuales conocidas como «Máquinas 36 avanzadas» (Advanced 36 Machines). Esto se basó en la emulación de la MSP implementada por OS/400 SLIC y, por lo tanto, proporcionó compatibilidad binaria con los programas SSP.

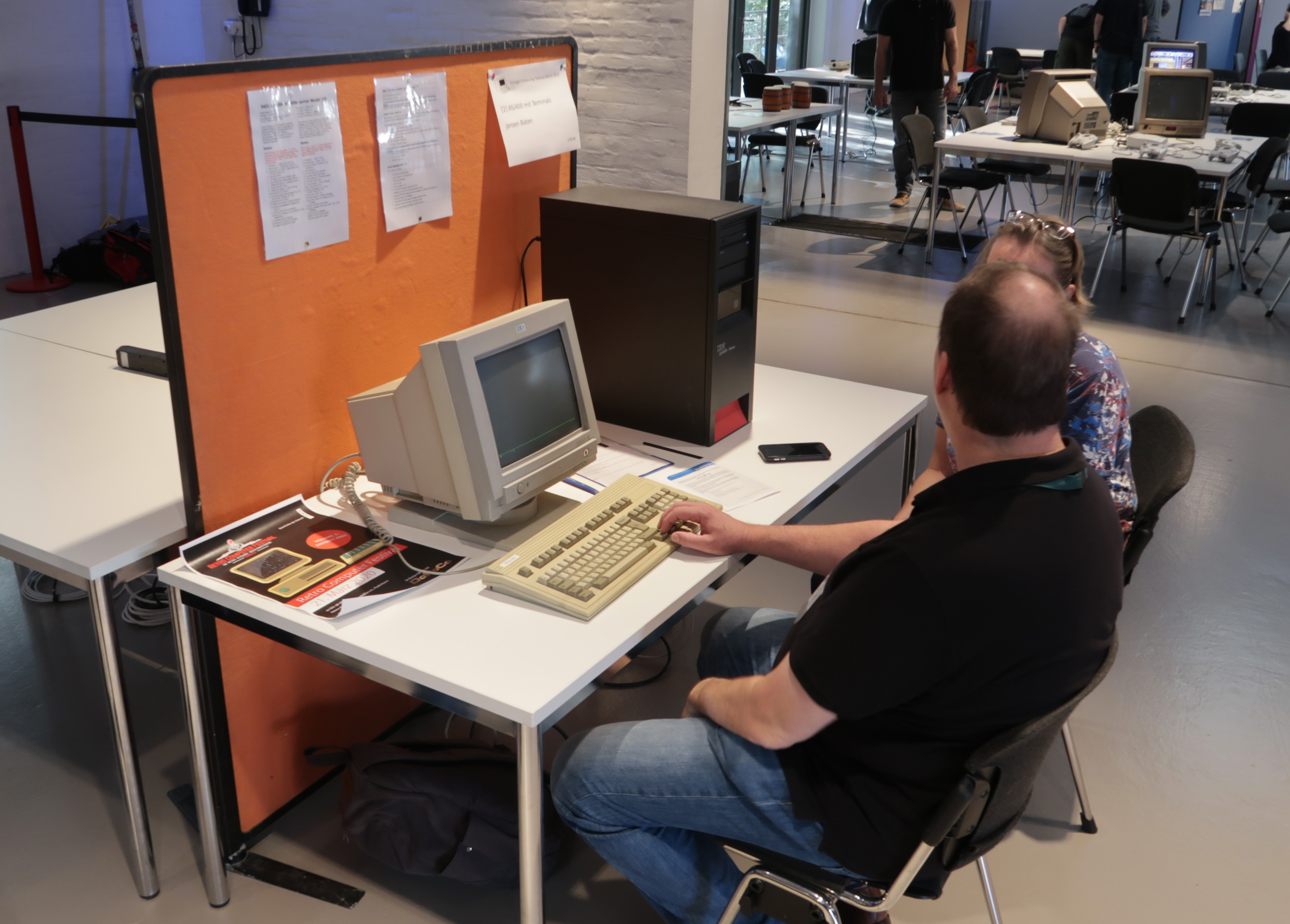
AS/400 9401-150 (también conocido como «Entrada avanzada»)

#### AS/Entrada (9401)
El AS/Entry era solo un AS/400 simplificado, el primer modelo se basó en un AS/400 9401-P03. El sistema operativo era SSP versión 6. Esta máquina se comercializó hacia 1991, apuntando a los clientes que tenían un S/36 y querían migrar algún día a un AS/400, pero no querían hacer una gran inversión en uno de estos sistemas. En este sentido, AS/Entry fue un fracaso porque IBM decidió que la arquitectura de la máquina no era económicamente factible y que el modelo 5363 más antiguo en el que se basaba el 9401 era un sistema mucho más fiable.
La línea de entrada se actualizó posteriormente al hardware AS/400 9401-150.

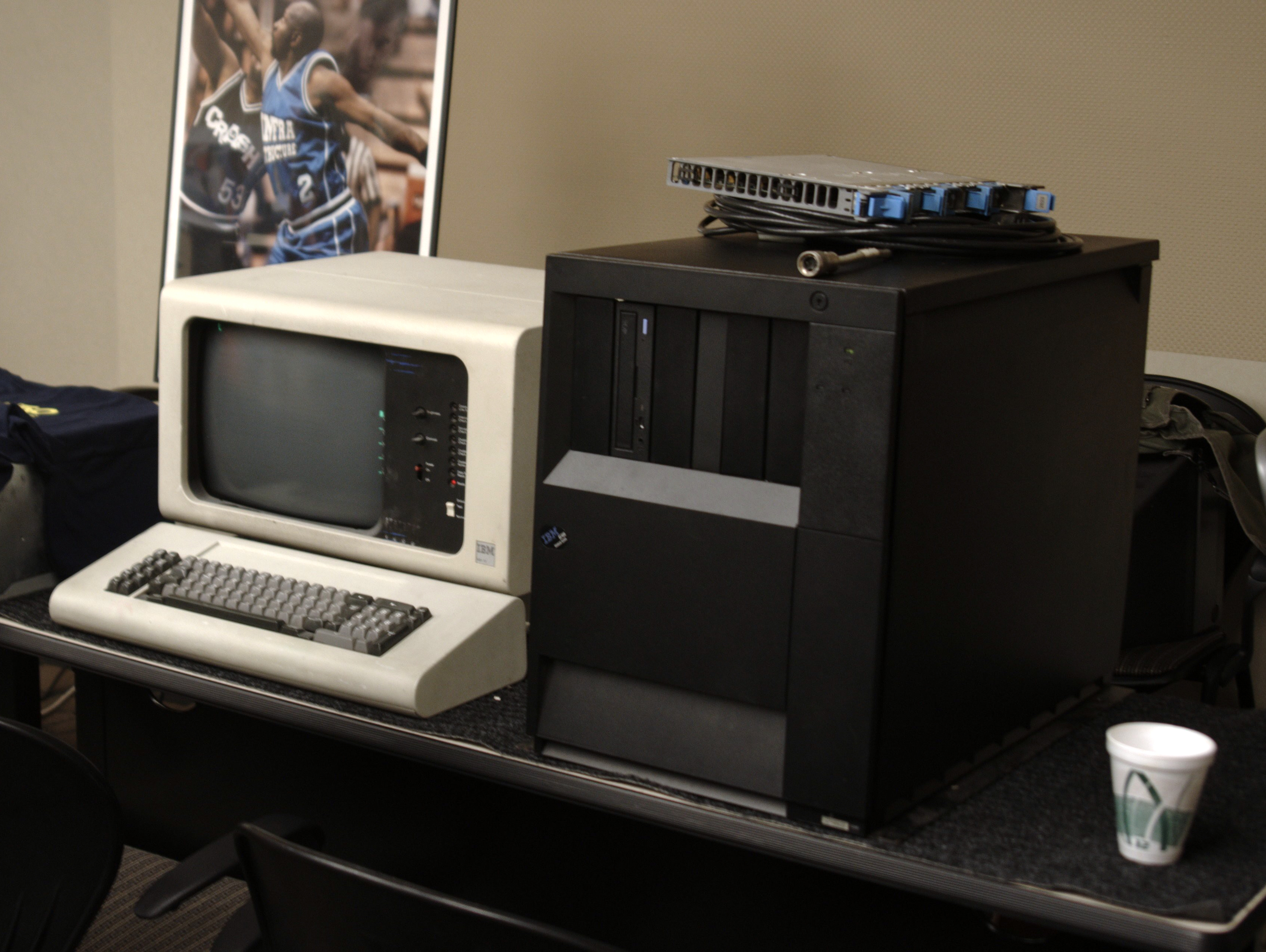
Modelo AS/400 9402-400 con módulo de expansión y terminal; los 9402-436 se basaron en un 9402-400.

#### Advanced/36 (9402, 9406)
En 1994, IBM lanzó el AS/400 Advanced/36 con dos modelos (9402-236 y 9402-436). Con un precio tan bajo como US$7995 (equivalente a $16 435 en 2023), era una máquina que permitía a los usuarios de System/36 obtener un hardware más rápido y moderno mientras «se mantenían 36». Basado en el hardware AS/400 estándar, el Advanced/36 podía ejecutar SSP, el sistema operativo del System/36, solo o dentro del AS/400 OS/400 como una máquina virtual para que pudiera actualizarse a un AS/400 completo solo por un costo adicional de licencias. El A/36 se empaquetó en una carcasa negra que era un poco más grande que un gabinete de PC común.
El Advanced/36 mantuvo el mundo de System/36 y SSP unos cinco años más en el mercado, pero a finales del siglo XX, el mercado de System/36 era casi irreconocible. Las impresoras y pantallas de IBM que habían dominado por completo el mercado en los años 80 fueron reemplazadas por una PC o un monitor de terceros con una impresora tipo PC adjunta. El cable Twinaxial había desaparecido en favor de adaptadores baratos y cable telefónico estándar. El System/36 finalmente fue reemplazado por el AS/400 en el extremo superior y la PC en el extremo inferior.
La línea avanzada se actualizó más tarde al hardware AS/400 9406-170. En 2000, el Advanced/36 se retiró del mercado.